# Штаухиц
Штаухиц (нем. Stauchitz) — община в Германии, в земле Саксония. Подчиняется земельной дирекции Дрезден. Входит в состав района Риза-Гросенхайн. Население составляет 3353 человека (на 31 декабря 2010 года). Занимает площадь 33,05 км².
Коммуна подразделяется на 20 сельских округов.